# 서방권

냉전 시대 유럽의 정치적 상황

서구권(西歐圈, 영어: Western Bloc)은 1947년~1991년의 냉전 기간 동안 미국과 공식적으로 동맹을 맺은 국가들의 연합체였다. 서방권(西方圈), 서방 진영(西方陣營), 자유 진영(自由陣營, 영어: Free Bloc), 자본주의 진영(資本主義陣營, 영어: Capitalist Bloc)이라고도 한다. 서유럽과 북미의 NATO 회원국들이 이 진영의 중추적인 역할을 하는 동안 반소련, 반공주의 경우에 따라 반사회주의 이데올로기 및 정책의 역사를 가지고 있는 더 넓은 아시아 태평양 지역, 중동, 라틴 아메리카 및 아프리카의 많은 다른 국가들이 서구권에 포함되었다. 이와 같이 서구권은 소련, 바르샤바 조약 기구의 회원국 및 중화인민공화국을 중심으로 한 공산주의 국가의 정치 체제와 외교 정책을 반대하는 입장에 섰다. "서구권"이라는 이름은 동구권이라는 공산주의 진영에 대한 반대되는 개념으로 등장했다. 냉전 기간 동안 정부와 서구 매체는 스스로를 자유 세계 또는 제1세계라고 부르는 경향이 있었고, 반면에 동구권은 보통 공산주의 세계 또는 제2세계라고 불렸다.

## 1947년–1991년 서구권 국가들

### 북대서양 조약 기구(NATO)
- 벨기에*
- 캐나다*
- 덴마크*
- 프랑스*
- 서독 (1955년–1990년)
- 그리스 (1952년부터)
- 아이슬란드*
- 이탈리아*
- 룩셈부르크*
- 네덜란드*
- 노르웨이*
- 포르투갈*
- 스페인 (1982년부터)
- 튀르키예 (1952년부터)
- 영국*
- 미국*

* NATO 창립 회원국을 나타냄

### 파이브 아이즈
- 오스트레일리아
- 캐나다
- 뉴질랜드
- 영국
- 미국

### 태평양 안전 보장 조약(ANZUS)
- 오스트레일리아
- 뉴질랜드
- 미국

### 반소련 공산주의 또는 사회주의 국가 (1989년까지)
- 중국 (1978년부터)
- 민주 캄푸치아 (1978년부터)
  - 민주 캄푸치아 연립정부 (1982년부터)
- 루마니아[주 1] (1964년부터)
- 유고슬라비아 (1948년부터)

### 자유 연합 협정
- 마셜 제도
- 미크로네시아 연방
- 팔라우
- 미국

### 중앙 조약 기구(1979년까지)
- 이란 (1979년까지)
- 이라크 왕국 (1958년까지)
- 파키스탄 (1979년까지)
- 튀르키예 (1979년까지)
- 영국 (1979년까지)

### 미주상호원조조약
- 아르헨티나
- 바하마 (1982년부터)
- 볼리비아 (2005년까지)
- 브라질
- 칠레
- 콜롬비아
- 코스타리카
- 쿠바 (1902년–1959년) (1959년까지)
- 도미니카 공화국 (1990년까지)
- 에콰도르 (2012년까지)
- 엘살바도르
- 과테말라
- 온두라스
- 멕시코
- 니카라과 (1979년까지)
- 파나마
- 파라과이
- 페루
- 트리니다드 토바고 (1967년부터)
- 미국
- 우루과이
- 베네수엘라 (1999년까지, 2019 by 후안 과이도에 의해 2019년 재가입)

### 동남아시아 조약 기구 (SEATO)
- 오스트레일리아
- 캄보디아 (1956년까지)

파란색으로 표시된 1959년 동남아시아 조약 기구(SEATO) 회원국들

  -  크메르 공화국 (1970년–1975년)
- 프랑스
- 라오스 왕국 (1975년까지)
- 뉴질랜드
- 파키스탄
- 필리핀
- 베트남 공화국 (1975년까지)
- 태국
- 영국
- 미국

### 중동/북아프리카 지역
- 아프가니스탄 이슬람 공화국 (2001년–2021년)
- 바레인
- 이집트 (1979년부터)
- 이란 (1979년까지)
- 이라크(1990년까지)
- 이스라엘
- 요르단
- 쿠웨이트
- 레바논
- 리비아 (1969년 이전, 2011년부터)
- 모로코
- 오만
- 카타르
- 사우디아라비아
- 소말리아 (1977년부터)
- 수단 (1971년–1985년, 2019년–2021년)
- 시리아 반체제파
- 튀니지
- 튀르키예 (2009년까지)
- 아랍에미리트
- 예멘
  -  북예멘 (1962년–1990년)

### 아시아, 동남아시아 및 오세아니아 파트너
- 일본
- 대한민국
- 대만
- 오스트레일리아
- 뉴질랜드
- 인도
- 파키스탄
- 부탄
- 네팔
- 방글라데시
- 인도네시아
- 필리핀
- 태국
- 말레이시아
- 싱가포르
- 브루나이 (1984년부터)
- 베트남 (1995년부터)

### 기타
- 벨라루스 (1991년–1994년)
- 보스니아 헤르체고비나
- 키프로스
- 에티오피아 제국 (1974년 이전)
- 크메르 공화국(1970년–1975년)
- 코소보
- 러시아 (1991년–1999년)
- 남아프리카
- 서베를린
- 자이르

## 1991년 이후 서구권 국가들

### 북대서양 조약 기구(NATO)
- 알바니아 (2009년부터)
- 벨기에*
- 불가리아 (2004년부터)
- 캐나다*
- 크로아티아 (2009년부터)
- 체코 (1999년부터)
- 덴마크*
- 에스토니아 (2004년부터)
- 핀란드 (2023년부터)
- 프랑스*
- 독일*
- 그리스*
- 헝가리 (1999년부터)
- 아이슬란드*
- 이탈리아*
- 라트비아 (2004년부터)
- 리투아니아 (2004년부터)
- 룩셈부르크*
- 몬테네그로 (2017년부터)
- 네덜란드*
- 북마케도니아 (2020년부터)
- 노르웨이*
- 폴란드 (1999년부터)
- 포르투갈*
- 루마니아 (2004년부터)
- 슬로바키아 (2004년부터)
- 슬로베니아 (2004년부터)
- 스페인*
- 스웨덴 (2024년부터)
- 튀르키예*
- 영국*
- 미국*

* 1991년 이전 회원국을 나타냄

### 주요 비NATO 동맹국(MNNA)
- 오스트레일리아 (1987년부터)
- 이집트 (1987년부터)
- 이스라엘 (1987년부터)
- 일본 (1987년부터)
- 대한민국 (1987년부터)
- 요르단 (1996년부터)
- 뉴질랜드 (1997년부터)
- 아르헨티나 (1998년부터)
- 바레인 (2002년부터)
- 필리핀 (2003년부터)
- 태국 (2003년부터)
- 중화민국 (타이완) (사실상) (2003년부터)
- 쿠웨이트 (2004년부터)
- 모로코 (2004년부터)
- 파키스탄 (2004년부터)
- 아프가니스탄 이슬람 공화국 (2012년–2021년)
- 튀니지 (2015년부터)
- 브라질 (2019년부터)
- 콜롬비아 (2022년부터)
- 카타르 (2022년부터)

### 중동 파트너
- 바레인
- 이집트
- 이라크 (2004년부터)
- 이스라엘
- 요르단
- 쿠웨이트
- 모로코
- 카타르
- 사우디아라비아
- 수단
- 튀니지
- 아랍에미리트

### 아시아, 동남아시아 및 오세아니아 파트너
- 일본
- 대한민국
- 중화민국 (타이완)
- 태국
- 뉴질랜드
- 필리핀
- 오스트레일리아
- 인도
- 파키스탄
- 인도네시아
- 몽골
- 말레이시아
- 브루나이
- 부탄
- 네팔
- 방글라데시
- 싱가포르
- 베트남

### 미주 파트너
- 아르헨티나
- 브라질
- 칠레
- 콜롬비아
- 코스타리카
- 도미니카 공화국
- 에콰도르
- 엘살바도르
- 과테말라
- 온두라스
- 멕시코
- 파나마
- 파라과이
- 페루
- 우루과이

### 4자 안보 대화(쿼드)
- 미국
- 인도
- 오스트레일리아
- 일본

### 기타
- 아르메니아 (2023년부터)
- 아제르바이잔
- 오스트리아
- 바하마
- 보스니아 헤르체고비나
- 키프로스
- 조지아
- 아일랜드
- 코소보
- 리히텐슈타인
- 몰타
- 몰도바
- 모나코
- 산마리노
- 우크라이나 (2014년부터)

## 같이 보기
- 서구권 망명자 목록
  - 마틴과 미첼 망명
  - 한국 전쟁에서 미국과 영국 망명자 목록
- 연합국 (제2차 세계 대전)
- 추축국
- 동구권
- 자유 세계
- 제1세계
- 제2세계
- 제3세계
- 콘도르 작전
- 평화를 위한 동반자 관계
- 서구의 배신
- 서양

## 주해
1. ↑  루마니아 사회주의 공화국의 탈위성화 참조

## 참고 문헌
- Matloff, Maurice. Makers of Modern Strategy. Ed. Peter Paret. Princeton: Princeton UP, 1971. 702.
- Kissinger, Henry. Diplomacy. New York: Simon & Schuster, 1994. 447,454.
- Lewkowicz, Nicolas. The United States, the Soviet Union and the Geopolitical Implications of the Origins of the Cold War New York and London: Anthem Press, 2018.